# Karats
För orten med samma namn, se Karats (ort)
Karats eller Karatj (samiska: Gárásj) är en fjällsjö i norra Lappland belägen väster om Jokkmokk. Sjön ingår i Luleälvens huvudavrinningsområde och avvattnas av Pärlälven till Lilla Luleälven. Sjön är 31,5 meter djup, har en yta på 59,7 kvadratkilometer och befinner sig 414 meter över havet.

## Delavrinningsområde
Karats ingår i delavrinningsområde (740507-162451) som SMHI kallar för Utloppet av Karatj. Medelhöjden är 482 meter över havet och ytan är 222,51 kvadratkilometer. Räknas de 54 avrinningsområdena uppströms in blir den ackumulerade arean 1 173,22 kvadratkilometer. Pärlälven som avvattnar avrinningsområdet har biflödesordning 3, vilket innebär att vattnet flödar genom totalt 3 vattendrag innan det når havet efter 251 kilometer. Avrinningsområdet består mestadels av skog (63 procent). Avrinningsområdet har 61,06 kvadratkilometer vattenytor vilket ger det en sjöprocent på 27,4 procent.